# Arthur Cunliffe
Arthur Cunliffe (5 tháng 2 năm 1909 – 28 tháng 8 năm 1986) là một cầu thủ bóng đá người Anh thi đấu ở vị trí tiền vệ chạy cánh. Năm 1932 ông có 2 lần ra sân cho Đội tuyển bóng đá quốc gia Anh.